# Amatsuki
Amatsuki (あまつき?) es un manga josei escrito e ilustrado por Shinobu Takayama, serializado en la revista Comic Zero Sum entre 2005 y 2017, y compilado por Ichijinsha en veinticuatro volúmenes tankōbon. Una adaptación a serie de anime producida por Studio Deen fue emitida entre el 4 de abril y el 28 de junio de 2008.

## Argumento
Tokidoki es un estudiante de secundaria japonés que, cuando falla su clase de historia, es enviado a un museo de historia de alta tecnología que prácticamente recrea el período Edo para hacer trabajos de recuperación. Sin embargo, lo que se suponía que era un proyecto escolar simple se vuelve mucho más complicado cuando es atacado por dos seres sobrenaturales conocidos como nue y yakou y pierde la visión en su ojo izquierdo. Es salvado por una chica llamada Kuchiha, y se da cuenta de que ya no usa las gafas de simulación y queda atrapado en el Edo virtual.

## Personajes
Tokidoki Rikugō (六合 鴇時 Rikugō Tokidoki?)
 Seiyū: Jun Fukuyama

Kon Shinonome (篠ノ女 紺 Shinonome Kon?)
 Seiyū: Kōji Yusa

Kuchiha (朽葉?)
 Seiyū: Romi Park

Shamon (沙門?)
 Seiyū: Jōji Nakata

Heihachi (平八?)
 Seiyū: Kenji Nojima

Ginshu (銀朱?)
 Seiyū: Kenichi Suzumura

Shinshu (真朱?)
 Seiyū: Yuki Matsuoka

Tsuruume (鶴梅?)
 Seiyū: Marina Inoue

Tadajirō Sasaki (佐々木 只二郎 Sasaki Tadajirō?)
 Seiyū: Tōru Ōkawa

Kurotobi (黒鳶?)
 Seiyū: Daisuke Kirii
Bonten (梵天?)
 Seiyū: Junichi Suwabe

Tsuyukusa (露草?)
 Seiyū: Showtaro Morikubo

Utsubushi (空五倍子?)
 Seiyū: Jūrōta Kosugi

Imayō (今様?)
 Seiyū: Rei Igarashi

Byakuroku (白緑?)
 Seiyū: Ken Narita

Susutake (煤竹?)
 Seiyū: Ryuuzou Ishino

Hizame (緋褪?)

## Manga

### Lista de volúmenes
| N.º | Fecha de publicación     | ISBN               |
| --- | ------------------------ | ------------------ |
| 1   | 25 de marzo de 2005      | ISBN 9784758051354 |
| 2   | 15 de octubre de 2005    | ISBN 9784758051873 |
| 3   | 25 de abril de 2006      | ISBN 9784758052221 |
| 4   | 25 de octubre de 2006    | ISBN 9784758052436 |
| 5   | 24 de abril de 2007      | ISBN 9784758052733 |
| 6   | 25 de octubre de 2007    | ISBN 9784758053129 |
| 7   | 25 de marzo de 2008      | ISBN 9784758053389 |
| 8   | 25 de septiembre de 2008 | ISBN 9784758053631 |
| 9   | 25 de marzo de 2009      | ISBN 9784758053976 |
| 10  | 25 de septiembre de 2009 | ISBN 9784758054232 |
| 11  | 24 de abril de 2010      | ISBN 9784758054836 |
| 12  | 25 de octubre de 2010    | ISBN 9784758055406 |
| 13  | 25 de julio de 2011      | ISBN 9784758056120 |
| 14  | 25 de febrero de 2012    | ISBN 9784758056830 |
| 15  | 25 de septiembre de 2012 | ISBN 9784758057417 |
| 16  | 25 de abril de 2013      | ISBN 9784758058056 |
| 17  | 25 de noviembre de 2013  | ISBN 9784758058629 |
| 18  | 25 de junio de 2014      | ISBN 9784758059169 |
| 19  | 24 de enero de 2015      | ISBN 9784758059824 |
| 20  | 25 de julio de 2015      | ISBN 9784758030748 |
| 21  | 25 de febrero de 2016    | ISBN 9784758031615 |
| 22  | 24 de septiembre de 2016 | ISBN 9784758032285 |
| 23  | 24 de junio de 2017      | ISBN 9784758032834 |
| 24  | 25 de abril de 2018      | ISBN 9784758033459 |